# Ek Duuje Ke Liye
Ek Duuje Ke Liye est un film hindi mis en scène par Kailasam Balachander dans lequel Kamal Haasan et Rati Angihotri tiennent les rôles principaux. C'est un remix d'un film Telugu nommé Maro Charithra. Le film a été qualifié de blockbuster au box-office en 1981, obtenant une recette totale de 2,23 millions de dollars.

## Distribution
- Kamal Haasan : Vasudev
- Rati Angihotri : Sapna
- Madhavi : Sandhiya
- Ragesh Bedi : Chakram
- Chouba Kote : Mère de Sapna

## Récompense
- Filmfare Awards
  - Filmfare Award du meilleur montage 1981
  - Filmfare Award du meilleur parolier 1982 pour Anand Bakshi – "Tere Mere Beech Mein"
  - Filmfare Award du meilleur scénario 1982 pour Kailasam Balachander

- National Film Awards
  - Meilleur chanteur en playback 1981 pour Balasubrahmanyam